# Halil Haxhosaj
Halil Haxhosaj (* 16. November 1946 in Prekolluk bei Dečani, SFR Jugoslawien, heute Kosovo) ist ein kosovarischer Schriftsteller.

## Leben
Sein erstes Buch, Damare të ringjallur, erschien 1994. Er schreibt Prosa, Poesie und Erzählungen. Seine Bücher sind auch auf Rumänisch, Deutsch und anderen Sprachen übersetzt worden. Halil Haxhosaj hat wichtige nationale Literaturpreise gewonnen.

## Werke (Auswahl)
- Fjalë dhe plagë. Gjon Nikollë Kazazi, Đakovica 2007
- Puhizë Shpirti. Jeta e Re, Priština 2010

| Personendaten    | Personendaten                |
| ---------------- | ---------------------------- |
| NAME             | Haxhosaj, Halil              |
| KURZBESCHREIBUNG | kosovarischer Schriftsteller |
| GEBURTSDATUM     | 16. November 1946            |
| GEBURTSORT       | Prekolluk, Kosovo            |